# Chemický útok v Dúmě
Chemický útok v Dúmě byl proveden 7. dubna 2018 syrskými vzdušnými silami pod vedením Bašára al-Asada. Při útoku zahynulo 40–49 lidí a 100–650 osob bylo zraněno. Několik dní po útoku obvinily Francie, Spojené království a Spojené státy americké režim al-Asada z použití chemických zbraní, což však popřelo Rusko a Írán. Po dvouletém vyšetřování došli odborníci z Organizace pro zákaz chemických zbraní v lednu 2023 k závěru, že útok spáchaly syrské vzdušné síly, konkrétně Tygří jednotky. Dne 14. dubna 2018 provedly Francie, Spojené království a Spojené státy americké sérii úderů proti skladištím chemikálií a výzkumnému zařízení chemických zbraní.

## Pozadí
Podle vyšetřování Organizace pro zákaz chemických zbraní a Organizace spojených národů použily během syrské občanské války chemické zbraně jak Syrské ozbrojené síly, tak bojovníci Islámského státu. Organizace Human Rights Watch uvedla, že od roku 2013 došlo v Sýrii k 85 útokům chemickými zbraněmi, přičemž za většinu z nich je odpovědný režim Bašára al-Asada. První zprávy o použití chemických zbraní v Dúmě se objevily v lednu 2018. Asociace pro kontrolu zbraní uvedla, že v průběhu března 2018 došlo v Dúmě ke dvěma menším chemickým útokům.
Město Dúmá bylo od 18. října 2012 pod kontrolou povstalců a spolu s ostatními částmi regionu Východní Ghúta bylo od dubna 2013 v obležení vládních jednotek. V únoru 2018 zahájili syrské ozbrojené síly a jejich spojenci ofenzívu Ríf Dimašq s cílem dobýt území ovládané povstalci. Do první poloviny března se území povstalců ve Východní Ghútě zmenšilo na tři enklávy: jednu na jihu kolem Hamúrije, druhou na západě kolem Harasty a třetí na severu kolem Dúmy. Dne 15. března obsadily vládní jednotky Hamúriji a o šest dní později také Harastu. Dne 31. března syrské ozbrojené síly vyhlásily vítězství v celém regionu.

## Útok
Dne 7. dubna 2018 provedly Syrské vzdušné síly chemický útok v Dúmě. Světová zdravotnická organizace uvedla, že útoku podlehlo 70 lidí. Podle místních lékařů byl cítit zápach podobný chloru, avšak příznaky a počet obětí naznačovaly, že byla použita škodlivější látka, například sarin. Syrsko-americká lékařská společnost (SAMS) uvedla, že „do 8. dubna se do zdravotnických zařízení dostavilo na 500 lidí s příznaky odpovídajícími vystavení jedovatým chemikáliím“. Mezi hlavní příznaky patřily pěna u úst, potíže s dýcháním a pálení očí. SAMS rovněž uvedla, že chlorová bomba zasáhla nemocnici v Dúmě a zabila šest lidí. Syrští opoziční aktivisté zveřejnili videa žlutých tlakových lahví, které podle nich byly použity při útoku. Několik zdravotnických, monitorovacích a aktivistických skupin, včetně Bílých přileb, uvedlo, že dva vrtulníky Mi-8 syrských vzdušných sil shodily na město barelové bomby.
Dne 6. července 2018 zveřejnila Organizace pro zákaz chemických zbraní první závěry vyšetřování útoku. Vyšetřovatelé organizace našli vzorky chlorovaných organických sloučenin (kyselina dichloroctová, kyselina trichloroctová, chlorfenol, dichlorfenol, chloralhydrát atd.), ale žádné z chemikálií nebyly uvedeny v Úmluvě o chemických zbraních. V září 2018 Komise OSN pro vyšetřování v Sýrii uvedla: „„Během 7. dubna bylo v Dúmě provedeno mnoho leteckých útoků na různé obytné oblasti. Z rozsáhlého množství důkazů shromážděných komisí vyplývá, že přibližně v 19:30 shodil vrtulník tlakovou lahev s chlorem na vícepodlažní obytný dům“.
Zatímco zpočátku nebylo jasné, které chemické látky byly použity, v roce 2019 zpráva Organizace pro zákaz chemických zbraní dospěla k závěru: „Pokud jde o údajné použití toxických látek, vyhodnocení všech informací shromážděných vyšetřovací misí (výpovědi svědků, analýzy environmentálních a biomedicínských vzorků a toxikologické a balistické analýzy) poskytuje rozumné důvody pro to, že došlo k použití toxické látky jako zbraně. Toxickou látkou byl pravděpodobně molekulární chlor“.

## Následky
Den po chemickém útoku se povstalci ovládající Dúmu dohodli s vládou na kapitulaci města.
V časných ranních hodinách 9. dubna byl proveden letecký útok na leteckou základnu Tijás. Podle Ruska útok provedly dvě izraelské stíhačky F-15l z libanonského vzdušného prostoru. Izrael se však k útoku nepřiznal. Podle Syrské observatoře pro lidská práva bylo zabito nejméně 14 lidí a další byli zraněni.
Dne 14. dubna provedly Francie, Spojené království a Spojené státy americké sérii úderů proti skladištím chemikálií a výzkumnému zařízení chemických zbraní. O pět dní později Pentagon uvedl, že Sýrie stále disponuje schopností provádět útoky chemickými zbraněmi.

## Vyšetřování

### Média
Eliot Higgins, občanský novinář, zakladatel Bellingcat a bloger vyšetřující syrskou občanskou válku, na základě veřejně dostupných důkazů dospěl k závěru, že plynný chlor byl shozen jedním ze dvou vrtulníků Mi-8, které vzlétly z letecké základny ad-Dumajr 30 minut před útokem.
Deník The Guardian zveřejnil výpovědi svědků, podle nichž zdravotnický personál v Dúmě čelil „extrémnímu zastrašování“ ze strany státu, aby mlčel o léčbě svých pacientů. Lékaři, kteří se pokusili opustit oblast, byli údajně důkladně prohledáváni, zda s sebou nepřevážejí vzorky.
V červnu 2018 vyšetřování deníku The New York Times odhalilo, že armádní vrtulníky shodily chlorovou bombu na střešní terasu bytového domu. Útok si vyžádal nejméně 34 obětí, jejichž těla „vykazovala děsivé známky vystavení chemickým látkám“. Desítky videí a fotografií byly prozkoumány akademiky, vědci a odborníky na chemické zbraně. Jelikož novináři deníku nemohli navštívit Dúmu, forenzně analyzovali vizuální důkazy od syrských aktivistů a ruské zprávy. Podle deníku by bylo „téměř nemožné“, aby útok provedli povstalci, jelikož nemají letadla a vzdušný prostor nad městem kontrolovala syrská armáda.
V prosinci 2024, po pádu režimu rodiny al-Asadových, udělali novináři z BBC a The Guardian rozhovory se svědky, kteří popsali, jak jim bylo zakázáno vyjadřovat se k útoku.